# Couzeix
Couzeix (tiếng Occitan: Cosés) là một xã của tỉnh Haute-Vienne, thuộc vùng Nouvelle-Aquitaine, miền trung nước Pháp.